# Leiothrix araxaensis
Leiothrix araxaensis är en gräsväxtart som beskrevs av Silveira. Leiothrix araxaensis ingår i släktet Leiothrix och familjen Eriocaulaceae. Inga underarter finns listade i Catalogue of Life.